# Papilio machaonides
Espèce
Statut de conservation UICN

LC : Préoccupation mineure
Papilio machaonides est une espèce de lépidoptères (papillons) de la famille des Papilionidae. Cette espèce est endémique de l'île d'Hispaniola aux Caraïbes.

## Description
L'envergure est comprise entre 9 et 11 cm. À l'avers les ailes sont noires. Les ailes antérieures portent une bande transversale jaune assez mince et une macule jaune dans la région apicale, ainsi qu'une série de macules jaunes submarginales. Les ailes postérieures sont prolongées par des queues en forme de spatule, jaunes à l'extrémité, et portent une deuxième queue plus courte et mince. Les ailes postérieures sont ornées d'une large macule jaune au bord diffus, de macules jaunes submarginales et portent une ocelle orangée surmontée d'une lunule bleue dans l'angle anal, ainsi que deux autres lunules bleues dans la partie submarginale.
Au revers les ailes sont à dominante jaune, les ailes antérieures portent de des marques brunes diffuses tandis que les ailes postérieures portent une bande submarginale noire en partie couverte d'écailles bleues irisées. On retrouve la même ocelle dans l'angle anal qu'à l'avers.

Le dessous et les côtés du corps sont jaunes et le dessus du corps est noir.

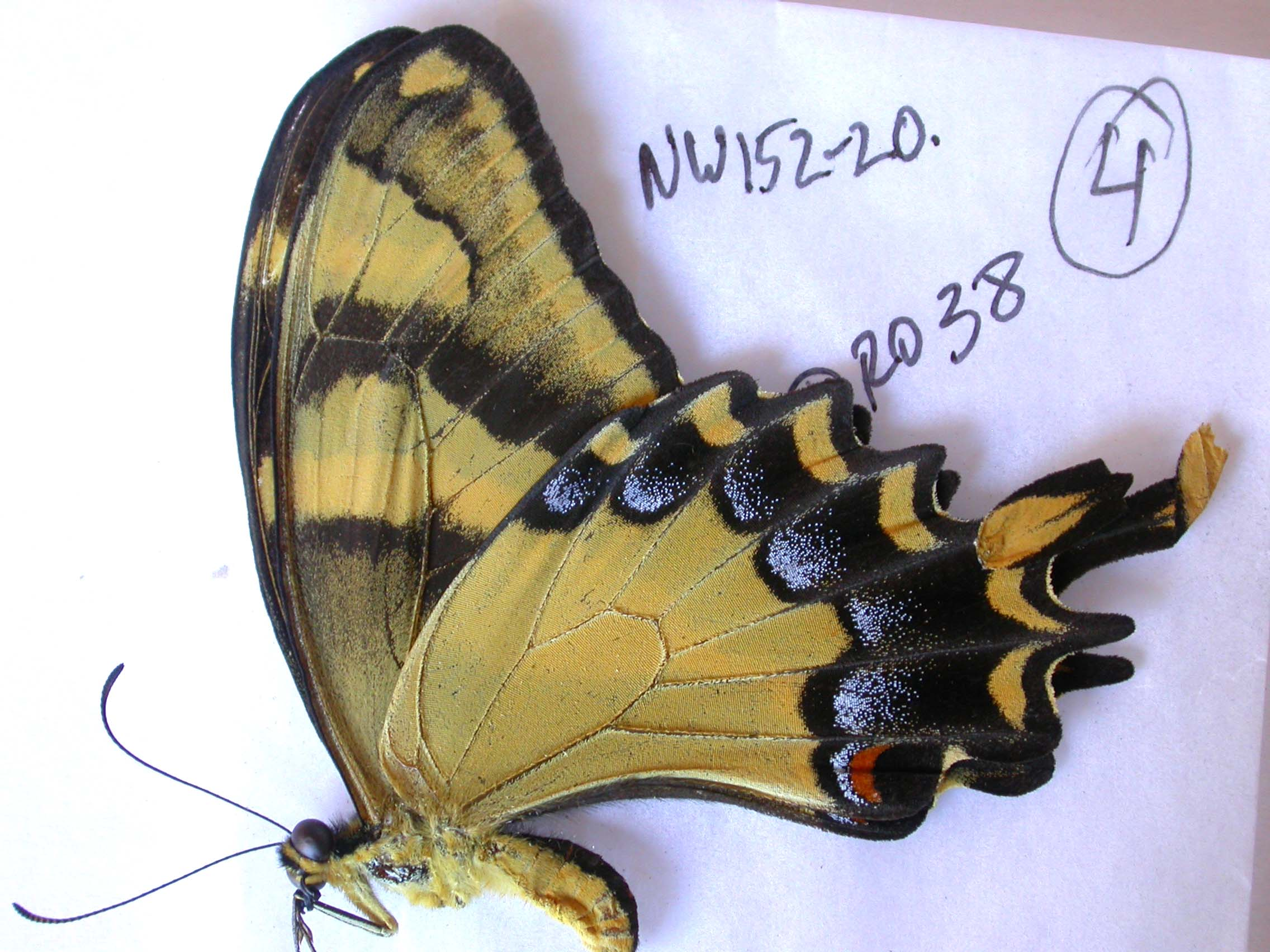
Papilio machaonides, ailes repliées

## Écologie
L'écologie de cette espèce est mal connue. Sa plante-hôte n'a pas été identifiée mais appartient probablement à la famille des Rutacées, comme les plantes-hôte des espèces proches. Les chenilles passent probablement par cinq stades avant de se changer en chrysalide. Les adultes se nourrissent du nectar des fleurs et ont un vol assez lent. Ils sont plus nombreux en juillet et août.

## Habitat et répartition
Papilio machaonides est endémique de l'île d'Hispaniola, située dans l'écozone néotropicale. L'espèce semble préférer les milieux forestiers. Elle semble s'adapter à différents types de forêts, aussi bien des forêts humides que des forêts sèches. 

Certaines sources mentionnent la présence de ce papillon à Puerto Rico et dans les îles Caïman. Néanmoins la localisation de Puerto Rico est considérée comme erronée et plusieurs auteurs n'ont pu trouver l'espèce dans les îles Caïman, il semble donc qu'elle ne soit présente qu'à Hispaniola.

Emplacement de l'île d'Hispaniola
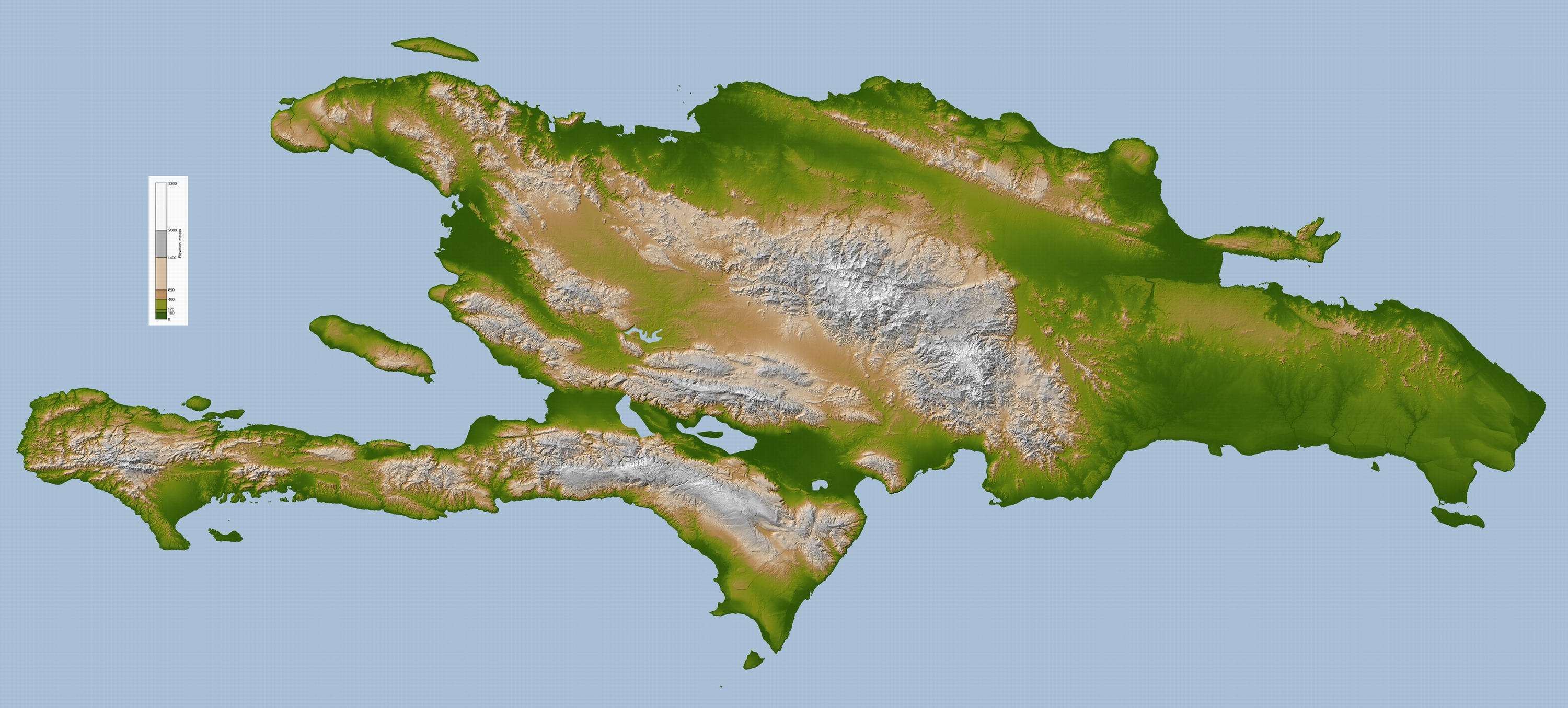
Hispaniola
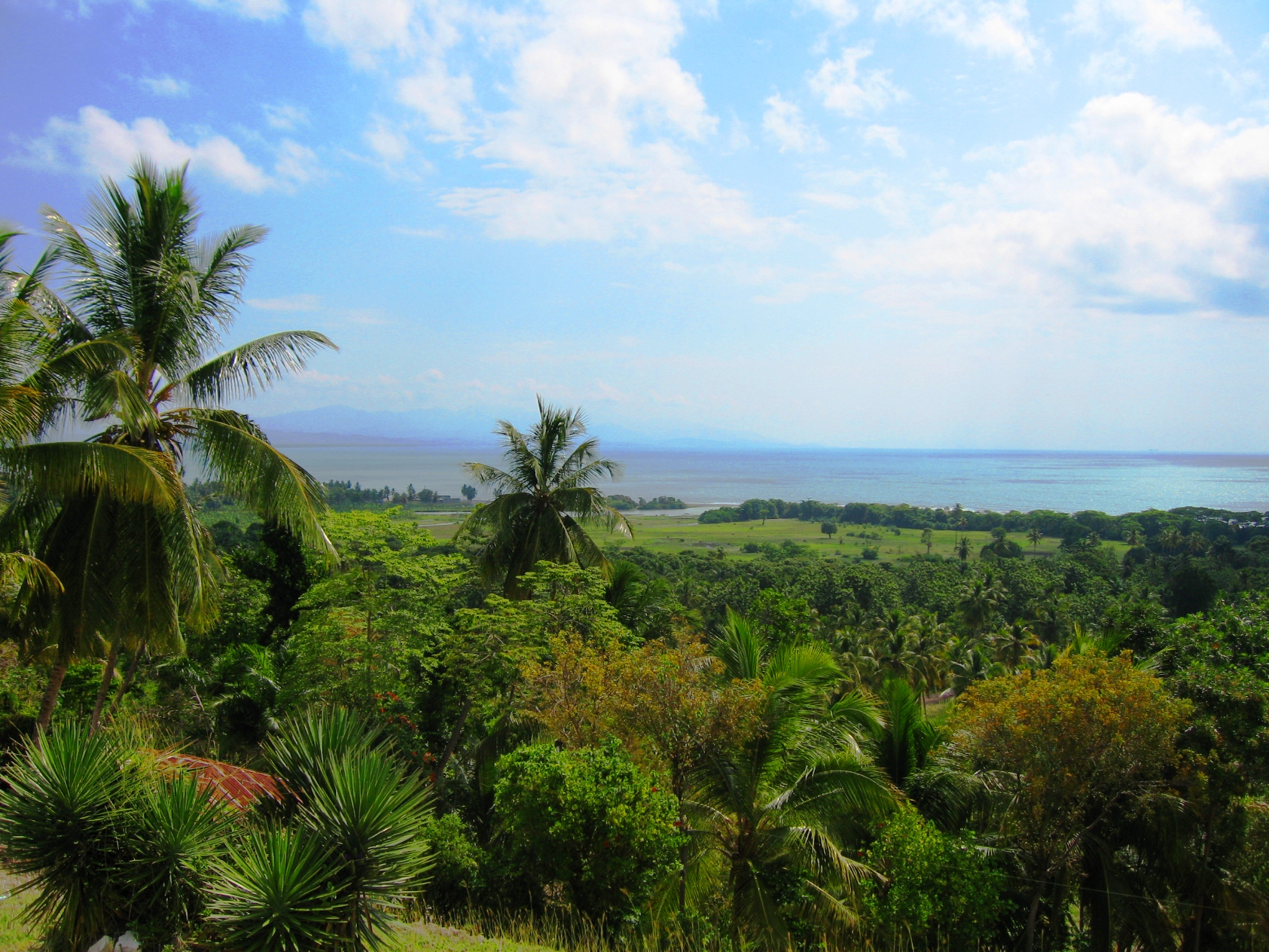
Forêt d'Hispaniola (Haïti)

## Systématique
L'espèce Papilio machaonides a été décrite pour la première fois en 1796 par l'entomologiste Eugen Johann Christoph Esper dans Die ausländischen Schmetterlinge in Abbildungen nach der Natur. Elle est placée dans le sous-genre Heraclides, qui comprend 33 espèces de Papilio américains, et est parfois nommée Heraclides machaonides.

## Papilio machaonideset l'Homme

### Nom vernaculaire
Cette espèce est appelée "Machaonides swallowtail" en anglais.

### Menaces et conservation
Papilio machaonides n'est pas considéré comme menacé par l'UICN. Son aire de répartition est assez vaste et il semble assez commun à Hispaniola.